# عقد كلبس العائم
عقد كلبس العائم (الاسم العلمي:Klebsormidium fluitans) هو نوع من الطحالب الخضراء يتبع جنس عقد كلبس من فصيلة العقدية الكلبسية.